# Pachastrella nodulosa
Pachastrella nodulosa is een gewone sponsensoort uit de familie van de Pachastrellidae. De wetenschappelijke naam van de soort is voor het eerst geldig gepubliceerd in 2012 door Cárdenas & Rapp.